# Paracheilinus paineorum
Paracheilinus paineorum là một loài cá biển thuộc chi Paracheilinus trong họ Cá bàng chài. Loài này được mô tả lần đầu tiên vào năm 2016.

## Từ nguyên
Từ định danh được đặt theo họ của gia đình Paine, là những người đã giúp đỡ các tác giả trong việc phân loại cá rạn san hô kể từ năm 2009 và thường xuyên tham gia cùng họ trong nghiên cứu thực địa.

## Phân bố và môi trường sống
P. paineorum hiện chỉ được biết đến ở trung tâm Indonesia, từ đông bắc Kalimantan, qua Sulawesi xuống phía nam đến quần đảo Sunda Nhỏ và gần phía bắc đảo Java, được tìm thấy ở vùng biển với dòng chảy mạnh theo chu kỳ, độ sâu khoảng 15–50 m.

## Mô tả

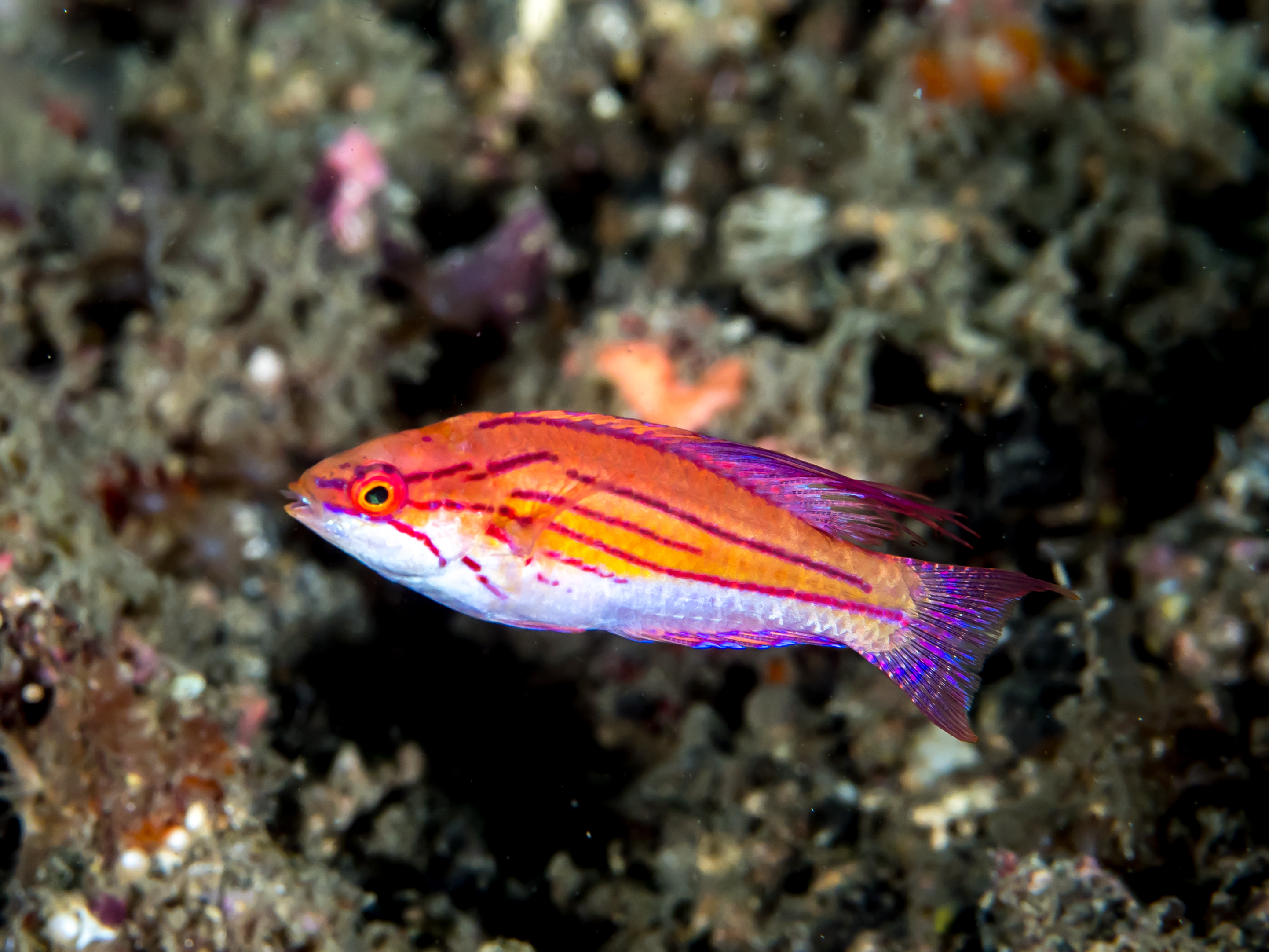
Cá đực (lúc bình thường)

Chiều dài chuẩn lớn nhất được ghi nhận ở P. paineorum là 7 cm.
Cá đực có màu đỏ cam, hơi vàng ở thân dưới, chuyển thành màu trắng ở bụng, có sọc màu đỏ tía nhạt đến xanh tím xếp theo kiểu A. Vây lưng, vây hậu môn và vây đuôi có màu cam, đỏ tía sẫm hoặc màu nâu đỏ thẫm với viền màu xanh da trời.
Kiểu hình mùa giao phối có màu vàng cam ở đầu và thân trước, chuyển dần sang màu đỏ ở thân sau, các sọc xanh óng hơn. Vây lưng màu vàng ở phần gai trước, phần gốc màu trắng xanh ở phần vây lưng mềm, chuyển sang màu đỏ tươi ở rìa và trên các tia sợi thon dài. Vây hậu môn có màu đỏ phớt cam với viền xanh óng và hàng đốm xanh dọc theo gốc. Vây đuôi xẻ sâu, có hai thùy dạng sợi vươn dài màu đỏ tươi và các vệt  xanh lam ở giữa.
Cá cái có màu đỏ cam, chuyển thành trắng ở dưới bụng, với các sọc ngang màu tím nhạt. Mống mắt màu đỏ.
Số gai vây lưng: 8–9; Số tia vây lưng: 10–11; Số gai vây hậu môn: 3; Số tia vây hậu môn: 9; Số tia vây ngực: 14; Số gai vây bụng: 1; Số tia vây bụng: 5.

## Phân loại
P. paineorum nằm trong phức hợp loài cùng với Paracheilinus filamentosus và Paracheilinus xanthocirritus, đặc trưng bởi những con đực trưởng thành có nhiều tia vây lưng dạng sợi vươn dài (luôn là 4 trở lên) và vây đuôi xẻ sâu hình lưỡi liềm, cũng như có chung haplotype DNA ty thể. Các thành viên của phức hợp filamentosus rất giống nhau về mặt hình thái rất khó phân biệt, nhưng đặc biệt màu sắc của cá đực lúc giao phối là nguồn nhận dạng đáng tin cậy nhất.

## Lai tạp
Những cá thể lai được cho là giữa P. paineorum với các loài Paracheilinus alfiani, Paracheilinus rennyae, Paracheilinus togeanensis, Paracheilinus angulatus và Paracheilinus flavianalis đã được ghi nhận trong vùng phân bố của chúng.